# Ernsthofen
Ernsthofen ist eine Gemeinde mit 2315 Einwohnern (Stand 1. Jänner 2025) im Bezirk Amstetten in Niederösterreich.

## Geographie
Die Gemeinde Ernsthofen liegt ganz im Westen des niederösterreichischen Mostviertels, direkt an der Enns, die die Landesgrenze zu Oberösterreich bildet.

### Gemeindegliederung
Der Ort ist aufgeteilt auf zwei Katastralgemeinden:
- Rubring (7,36 km²)
- Aigenfließen (10,45 km²).

Zur einzigen Ortschaft Ernsthofen zählen auch die Ortsteile Aigenfließen, Altenrath, Edt, Gaißing, Holzner, Kanning, Loderleiten, Mühlrading, Noppenberg, Rathmayr, Trienting, Wasen, Weindlau, Weinzierl und eine Einzellage.

### Nachbargemeinden
|                               | St. Valentin                                |      |
| Kronstorf (Bez. Linz-Land OÖ) | Kompassrose, die auf Nachbargemeinden zeigt |      |
|                               | Haidershofen                                | Haag |

## Geschichte
Ernsthofen zählt zu den ältesten Ansiedlungen an der Enns. Um 400 v. Chr. kamen große Scharen von Kelten an die Donau und Enns und siedelten sich hier an. Im Jahr 15 v. Chr. drangen die Römer in die Gegend ein und auch in Ernsthofen entstand eine römische Ansiedlung. Der Sage nach soll sich die alte Stadt Lorch auf dem diesseitigen Ennsufer bis Ernsthofen erstreckt haben.
Bei Schottergrabungen in den Gartengründen hinter dem Wirtschaftsgebäude von Johann Prix (heutiges Hotel Vösenhuber) wurden von italienischen Kriegsgefangenen im Jahr 1917 24 Römergräber mit Beigaben entdeckt – Datierung um 200 n. Chr. – und aufbewahrt im Museum in Steyr.
Die heute nicht mehr befahrbare, sehr steile Straße über die Stark wurde wahrscheinlich von den Römern errichtet und benützt, die den Wachturm auf der Burg kontrollierten.
Im 7. Jahrhundert erfolgte die erste bayerische Besiedlung der Enns. Die Ortsnamen Rubring-Ruedwaring und Weindlau-Ebrafing stammen aus dieser Zeit. Zwischen 700 und 800 wurde das Gebiet durch ständige Awareneinfälle stark in Mitleidenschaft gezogen. Erst Karl der Große schaffte 791 Abhilfe und verdrängte sie. Im 9. Jahrhundert drangen die Magyaren in dieses Land ein, die dann Otto der Große durch die Gründung der Awarenmark endgültig vertrieb.
Um 1480 kamen die Ungarn wieder in das Gebiet. Nachdem sich am 1. Juni 1485 die Stadt Wien den Ungarn unterworfen hatte, drangen diese im November dieses Jahres unter der Führung des Wilhelm Tettauer bis an die Enns vor und schlugen bei Ernsthofen ihr Lager auf, erbauten eine Brücke über die Enns und an deren beiden Ufern die Tettauer Schanzen. Am 10. Oktober 1490 gelang es einem oberösterreichischen Aufgebot unter der Führung des Landeshauptmannes Gotthard von Starhemberg, die Schanzen einzunehmen, worauf die Brücken und Türme niedergerissen wurden.
Am 9. September 1532 ging bei dichtem Nebel und seichtem Wasser ein türkisches Streif-Corps bei Ernsthofen über die Enns.
In den ersten Jahren des 17. Jahrhunderts begann die Enns ihren Lauf zu verändern. So verursachten die Hochwasser von Jahr zu Jahr größere Schäden an den Häusern und vor allem an der Kirche, die nur knapp über dem Ufer stand. Dies geht aus den Pfarrchroniken von St. Valentin hervor (die Kirche von Ernsthofen unterstand bis 1938 der Pfarre St. Valentin). Infolge der immer höheren Reparaturkosten entschloss sich die Pfarre im Jahr 1665 daher, die Kirche samt Friedhof auf höheres Terrain zu verlegen. Da auch viele Bewohner die alten Häuser aufgaben, um bei der neuen Kirche hochwassersicher zu bauen, entstanden die Ortsteile Ober- und Unterernsthofen. Die alte (gotische) Kirche wurde abgetragen und die neue auf fast demselben Grundriss etwa einen halben Kilometer oberhalb am Fuß des Steilhanges mit den alten Steinen wieder aufgebaut. Betrachtet man die Kirche von der Ostseite, kann man zwischen Chor und Sakristei einen behauenen Stein aus der alten Kirche erkennen (es handelt sich vermutlich um den Abschlussstein des gotischen Gewölbes). Kirche und Pfarrhof sind im barocken Stil erbaut. Die aus derselben Zeit stammende Einrichtung der Kirche wurde zu Beginn des 20. Jahrhunderts durch neoromanisches Inventar ersetzt. Doch die barocke Ausstattung ist großteils erhalten geblieben. Der Hochaltar steht seither in der Filialkirche Kanning als linker Seitenaltar, das Gnadenbild der Madonna ist in der Kirche geblieben und die Bilder der Seitenaltäre befinden sich im Pfarrhof.
Bei der schwedischen Invasion (1645) wurden bei Ernsthofen zwei Hauptschanzen von den Kaiserlichen errichtet. Die Schweden kamen jedoch nicht in diese Gegend. Im österreichischen Erbfolgekrieg setzte Feldmarschall Khevenhüller bei Ernsthofen über die Enns. Die Bewohner flüchteten in die Wälder. Oberhalb des Hemmelmayrhauses war eine Fluchthöhle, von der ein schmaler Fluchtweg unterirdisch bis ins Bauernhaus Gaißberger führte. 1755 erhielten die Grafen Thürheim die Ortsobrigkeit. 1760 verkaufte Graf Thürheim das „Ernsthofener-Amt“ seiner Gattin Maria Dominica Gräfin von Thürheim.
Beim Bau der Kronprinz-Rudolf-Bahn (1866) wurden uralte Waffen ausgegraben, diese wurden jedoch von den Arbeitern verschleppt, bevor Sachkundige deren genaues Alter feststellen konnte. Laut Adressbuch von Österreich waren im Jahr 1938 in der Ortsgemeinde Ernsthofen ein Bäcker, ein Fleischer, ein Friseur, drei Gastwirte, zwei Gemischtwarenhändler, ein Glaser, ein Küchengerätehändler, eine Hebamme, zwei Landesproduktehändler, ein Sattler, ein Schmied, drei Schneiderinnen, drei Schuster, ein Spengler, zwei Trafikanten, zwei Tischler, ein Viehhändler, ein Viktualienhändler, ein Wagner und ein Landwirt mit Direktvertrieb ansässig.
Eines der letzten Gefechte des Zweiten Weltkrieges lieferten sich am 6. Mai 1945 die deutschen Truppen und die Amerikaner an der Enns in Ernsthofen. Im Ort sowie auf den Hängen hinter Ernsthofen hatten sich deutsche Truppen verschanzt und einen Brückenkopf gebildet. Als ein amerikanischer Trupp die provisorische Ennsbrücke überschritt, erhielt sie einen Volltreffer. Es gab zahlreiche Tote. Um die Mittagszeit jedoch drangen die amerikanischen Truppen in den Ort ein.
Gegen Kriegsende gelang es 10.000 ungarischen Husaren, Mitglieder der ungarischen königlichen 1. Honvéd-Husaren-Division, die im Zweiten Weltkrieg an der Seite Deutschlands an der Ostfront gegen die Sowjets gekämpft und in den letzten Kriegstagen im Mai 1945 mit etwa 10.000 Mann rund um das Schloss Salaberg in Stadt Haag gelagert hatten, die Flucht über das Kraftwerk bei Ernsthofen und der Kapitulation an die US-Streitkräfte, womit sie der sowjetischen Gefangenschaft entgingen.
Nach einigen Tagen wurden die Amerikaner von sowjetischen Truppen abgelöst. Die Brücke über die Enns beim Stauwerk blieb acht Jahre lang von den Sowjets besetzt und bildete die Demarkationslinie.
Seinen Namen dürfte Ernsthofen von einem gewissen Ernst haben, der hier einst einen Hof besaß. Eine andere Ansicht geht dahin, dass Ernsthofen ursprünglich Ennshofen geheißen hat.

### Bevölkerungsentwicklung
Im Jahr 1880 zählte Ernsthofen 1100 Einwohner (553 männlich, 547 weiblich) und bestand aus 187 Häusern in den Katastralgemeinden Rubring (95) und Aigenfließen (92). Der Ort selbst bestand zu dieser Zeit aus zwei Häusergruppen, von denen die eine zwischen der Bahnlinie und der Loderleiten und die andere südlich direkt an der Enns lag (insgesamt 43 Häuser). Ende 2005 waren es 2177 Einwohner und 651 Gebäude.

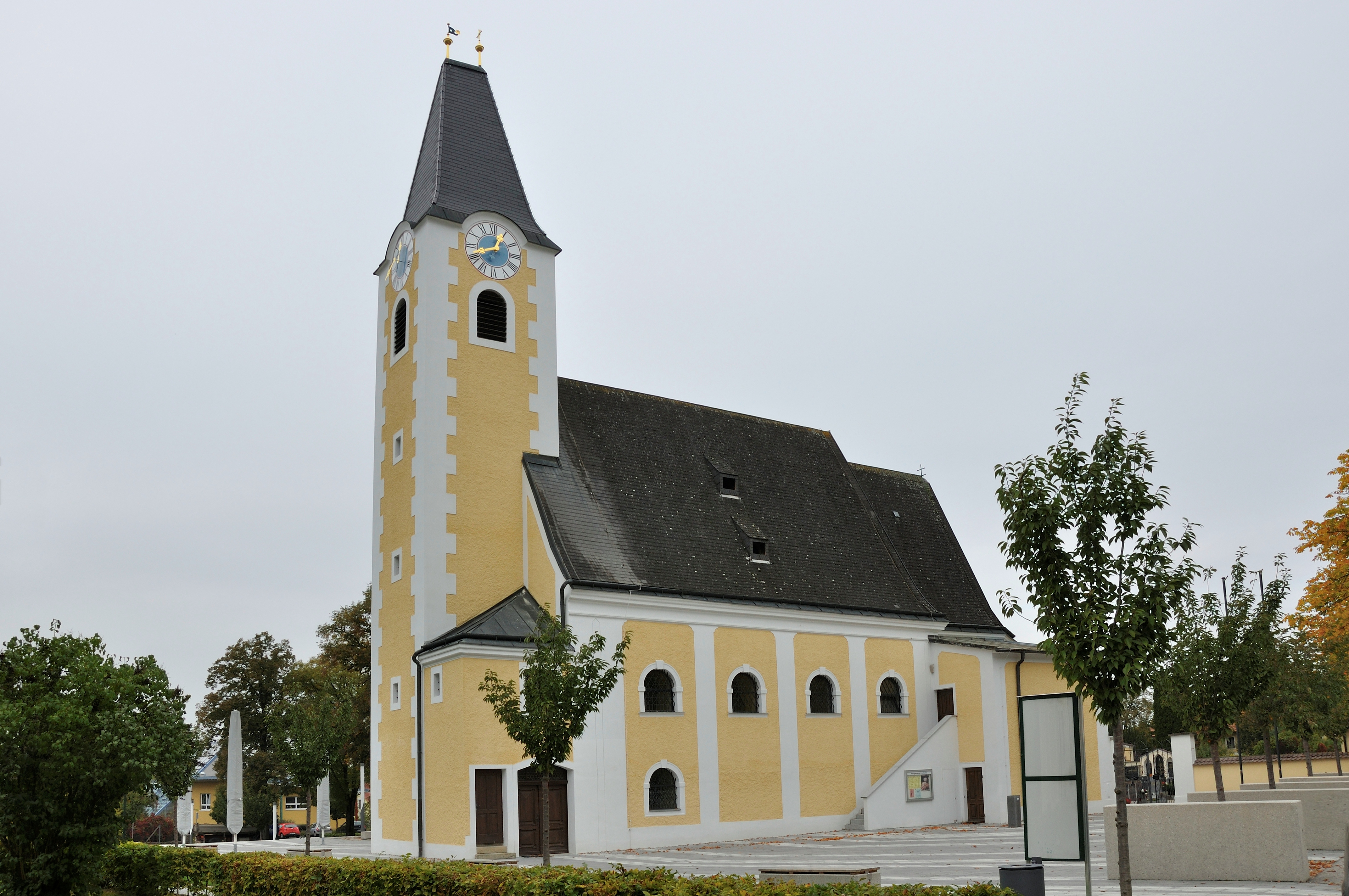
Pfarrkirche Ernsthofen

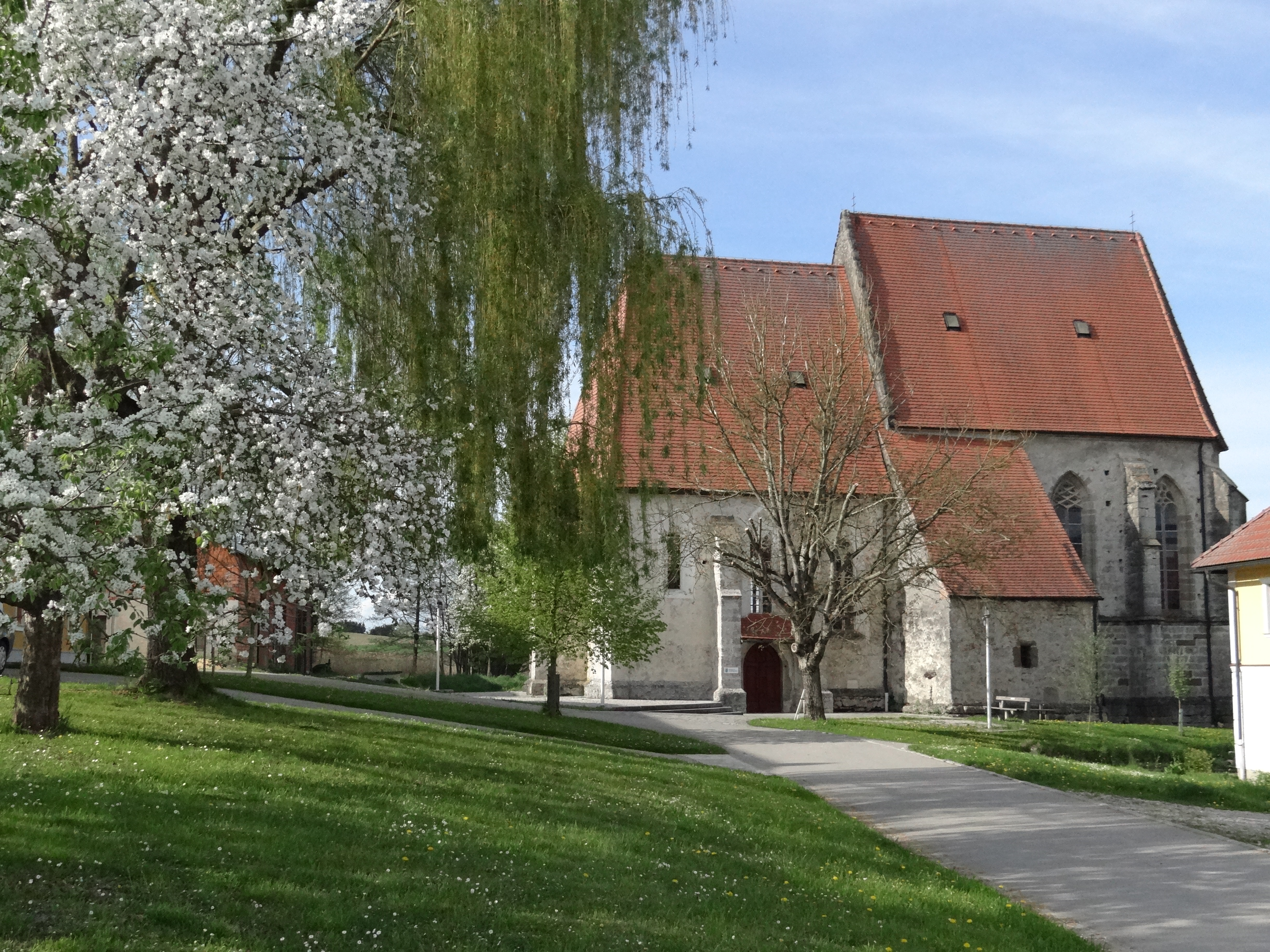
Filialkirche Kanning

| Ernsthofen: Einwohnerzahlen von 1869 bis 2025       | Ernsthofen: Einwohnerzahlen von 1869 bis 2025 | Ernsthofen: Einwohnerzahlen von 1869 bis 2025 | Ernsthofen: Einwohnerzahlen von 1869 bis 2025 | Ernsthofen: Einwohnerzahlen von 1869 bis 2025 |
| --------------------------------------------------- | --------------------------------------------- | --------------------------------------------- | --------------------------------------------- | --------------------------------------------- |
| Jahr                                                |                                               |                                               |                                               | Einwohner                                     |
| 1869                                                | 1869                                          |                                               | 1.075                                         | 1.075                                         |
| 1880                                                | 1880                                          |                                               | 1.100                                         | 1.100                                         |
| 1890                                                | 1890                                          |                                               | 1.120                                         | 1.120                                         |
| 1900                                                | 1900                                          |                                               | 1.202                                         | 1.202                                         |
| 1910                                                | 1910                                          |                                               | 1.177                                         | 1.177                                         |
| 1923                                                | 1923                                          |                                               | 1.238                                         | 1.238                                         |
| 1934                                                | 1934                                          |                                               | 1.262                                         | 1.262                                         |
| 1939                                                | 1939                                          |                                               | 1.279                                         | 1.279                                         |
| 1951                                                | 1951                                          |                                               | 1.316                                         | 1.316                                         |
| 1961                                                | 1961                                          |                                               | 1.504                                         | 1.504                                         |
| 1971                                                | 1971                                          |                                               | 1.745                                         | 1.745                                         |
| 1981                                                | 1981                                          |                                               | 1.825                                         | 1.825                                         |
| 1991                                                | 1991                                          |                                               | 2.004                                         | 2.004                                         |
| 2001                                                | 2001                                          |                                               | 2.105                                         | 2.105                                         |
| 2011                                                | 2011                                          |                                               | 2.186                                         | 2.186                                         |
| 2021                                                | 2021                                          |                                               | 2.293                                         | 2.293                                         |
| 2025                                                | 2025                                          |                                               | 2.315                                         | 2.315                                         |
| Quelle(n): Statistik Austria, Gebietsstand 1.1.2021 |                                               |                                               |                                               |                                               |

## Kultur und Sehenswürdigkeiten
- Katholische Pfarrkirche Ernsthofen Mariä Flucht
- Katholische Filialkirche Kanning hl. Wolfgang

## Wirtschaft und Infrastruktur

### Wirtschaftssektoren
Von den 51 landwirtschaftlichen Betrieben des Jahres 2010 wurden 27 im Haupt-, 23 im Nebenerwerb und 1 von einer Personengemeinschaft geführt. Die Haupterwerbsbauern bewirtschafteten 83 Prozent der Flächen. Im Produktionssektor arbeiteten 49 Erwerbstätige im Bereich Herstellung von Waren, 42 in der Energieversorgung und 21 in der Bauwirtschaft. Die wichtigsten Arbeitgeber des Dienstleistungssektors waren die Bereiche Verkehr (53), Handel (51), soziale und öffentliche Dienste (50) und Beherbergung und Gastronomie (34 Mitarbeiter).
| Wirtschaftssektor            | Anzahl Betriebe | Anzahl Betriebe | Erwerbstätige | Erwerbstätige |
| Wirtschaftssektor            | 2011            | 2001            | 2011          | 2001          |
| ---------------------------- | --------------- | --------------- | ------------- | ------------- |
| Land- und Forstwirtschaft 1) | 51              | 66              | 64            | 66            |
| Produktion                   | 22              | 7               | 112           | 71            |
| Dienstleistung               | 74              | 48              | 228           | 152           |

1) Betriebe mit Fläche in den Jahren 2010 und 1999

### Arbeitsmarkt, Pendeln
Im Jahr 2011 lebten 1107 Erwerbstätige in Ernsthofen. Davon arbeiteten 206 in der Gemeinde, mehr als achtzig Prozent pendelten aus.

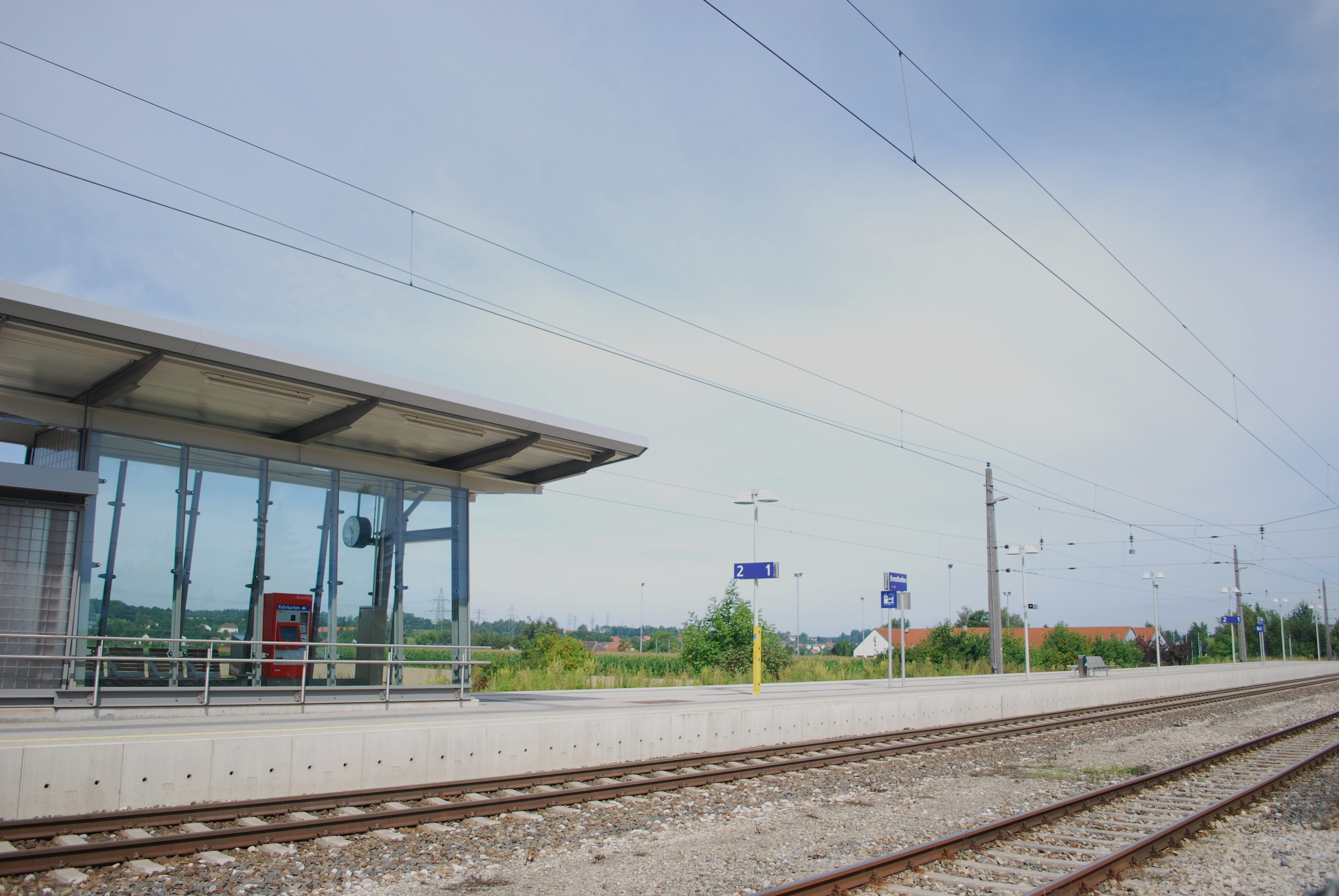
Bahnhof Ernsthofen

### Verkehr
Der Ort am Ennsstausee ist verkehrsmäßig gut erschlossen.
- Bahn: ÖBB Rudolfsbahn.
- Straße: Westautobahnanschlüsse Haag, Sankt Valentin und Enns.

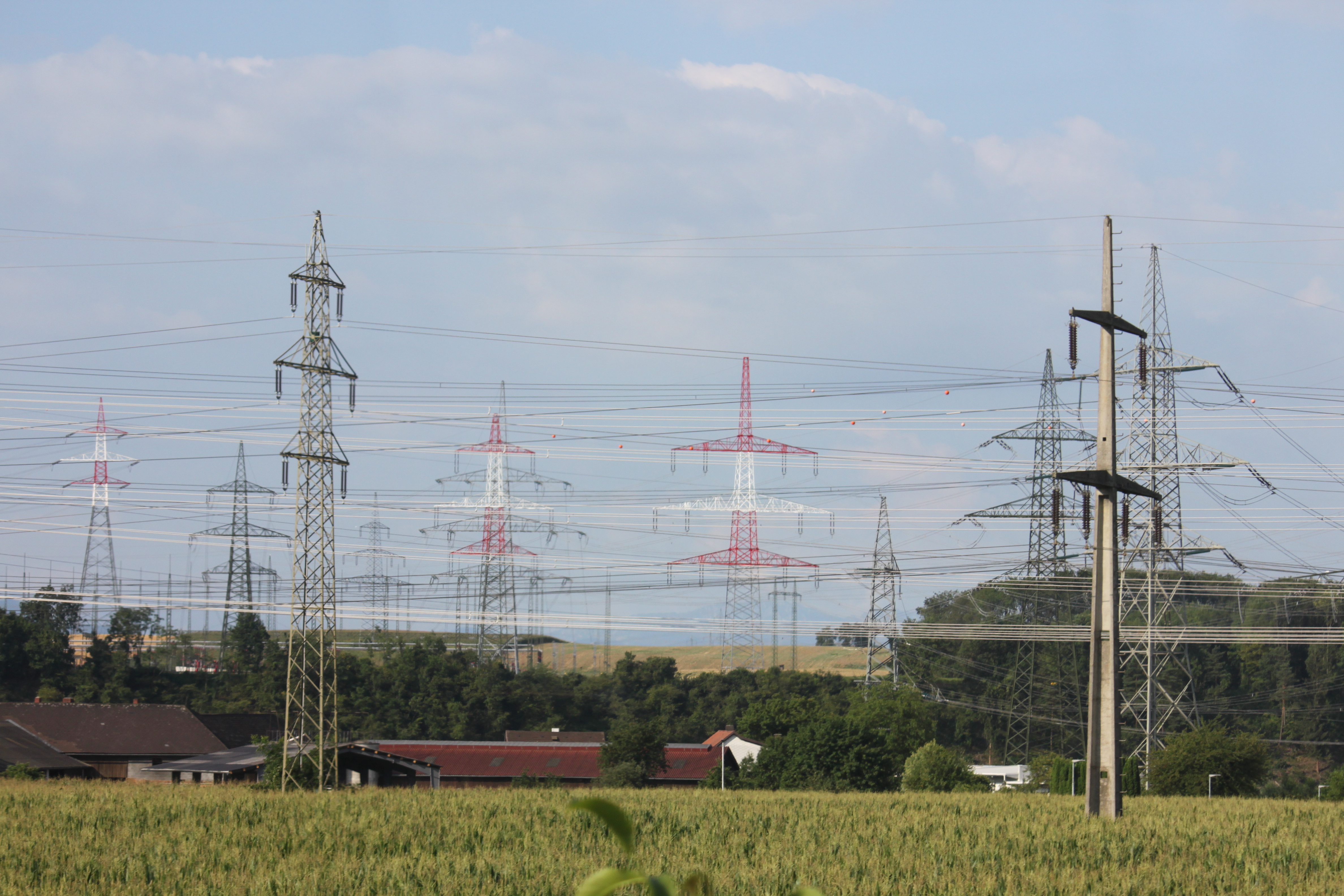
Umspannwerk Ernsthofen

### Energieversorgung
Durch Ernsthofen verläuft die 380 kV-Leitung von Wien über Dürnrohr nach St. Peter und weiter nach Deutschland. Im Knoten Ernsthofen zweigt die 220 kV-Leitung über den Pyhrnpass in die Obersteiermark ab.

### Öffentliche Einrichtungen
In der Gemeinde gibt es eine Volksschule.

## Politik

### Gemeinderat
Der Gemeinderat hat 21 Mitglieder.
- Nach den Gemeinderatswahlen in Niederösterreich 1990 hatte der Gemeinderat folgende Verteilung: 14 ÖVP und 7 SPÖ.
- Nach den Gemeinderatswahlen in Niederösterreich 1995 hatte der Gemeinderat folgende Verteilung: 12 ÖVP und 9 SPÖ.[9]
- Nach den Gemeinderatswahlen in Niederösterreich 2000 hatte der Gemeinderat folgende Verteilung: 14 ÖVP und 7 SPÖ.[10]
- Nach den Gemeinderatswahlen in Niederösterreich 2005 hatte der Gemeinderat folgende Verteilung: 12 ÖVP und 9 SPÖ.[11]
- Nach den Gemeinderatswahlen in Niederösterreich 2010 hatte der Gemeinderat folgende Verteilung: 13 ÖVP, 7 SPÖ und 1 FPÖ.[12]
- Nach den Gemeinderatswahlen in Niederösterreich 2015 hatte der Gemeinderat folgende Verteilung: 12 ÖVP und 9 SPÖ.[13]
- Nach den Gemeinderatswahlen in Niederösterreich 2020 hatte der Gemeinderat folgende Verteilung: 11 ÖVP und 10 SPÖ.[14]
- Nach den Gemeinderatswahlen in Niederösterreich 2025 hat der Gemeinderat folgende Verteilung: 10 ÖVP, 9 SPÖ und 2 FPÖ.[15]

### Bürgermeister
- 1850–1861 Johann Steffelbauer
- 1861–1868 Mathias Eglseer
- 1868–1882 Franz Mitterlehner sen.
- 1882–1886 Karl Kimeswenger
- 1886–1892 Johann Kroißmayr
- 1892–1920 Simon Eglseer
- 1920–1938 Stefan Werkgarner
- 1938–1945 Franz Gerstmayr
- 1945–1947 Josef Schuh
- 1947–1954 Stefan Werkgarner
- 1954–1979 Franz Eglseer
- 1979–1998 Josef Saffertmüller (ÖVP)[16]
- seit 1998 Karl Huber (ÖVP)[17][18]

### Wappen
Im Jahr 1986 wurde der Gemeinde folgendes Wappen verliehen: In einem durch einen blauen Balken schrägrechts geteilten Schild oben in Rot ein goldener, aus der Schildesteilung wachsender abgetreppter Torbogen, unten in Gold eine rote Pflugschar.

## Persönlichkeiten

### Ehrenbürger der Gemeinde
- 2015: Alfred Eglseer, langjähriger Gemeindesekretär von Ernsthofen[20]

### Söhne und Töchter der Gemeinde
- Hans Gerstmayr (1882–1987), Graveur und Stahlschneider
- Josef Jobst (* 1948), Künstler